# (83) Beatrix
(83) Beatrix ist ein Asteroid des inneren Hauptgürtels, der am 26. April 1865 vom italienischen Astronomen Annibale de Gasparis am Osservatorio Astronomico di Capodimonte in Neapel entdeckt wurde. Es war der neunte und letzte von ihm entdeckte Asteroid.
Der Asteroid wurde benannt nach Beatrice Portinari aus einer Florentiner Adelsfamilie, die von Dante Alighieri in seiner „Göttlichen Komödie“ verewigt wurde. Beatrice war auch der Name der Tochter des Entdeckers. Der Entdecker erklärte: „Sauf précédence dans la découverte, en hommage au Dante je propose pour cette planète le nom de Béatrix (Abgesehen von einem Vorrang bei der Entdeckung schlage ich als Hommage an Dante für diesen Planeten den Namen Beatrix vor).“

## Wissenschaftliche Auswertung
Ergebnissen der IRAS Minor Planet Survey (IMPS) wurden 1992 Angaben zu Durchmesser und Albedo für zahlreiche Asteroiden abgeleitet, darunter auch (83) Beatrix, für die damals Werte von 81,4 km bzw. 0,09 erhalten wurden. Radarastronomische Untersuchungen am Arecibo-Observatorium vom 11. bis 15. Januar 2001 bei 2,38 GHz ergaben einen effektiven Durchmesser von 84 ± 9 km. Eine Auswertung von Beobachtungen durch das Projekt NEOWISE im nahen Infrarot führte 2011 zu vorläufigen Werten für den Durchmesser und die Albedo im sichtbaren Bereich von 84,0 km bzw. 0,09. Nachdem die Werte nach neuen Messungen mit NEOWISE 2012 auf 110,5 km bzw. 0,05 korrigiert worden waren, wurden sie 2014 auf 89,6 km bzw. 0,08 geändert. Nach der Reaktivierung von NEOWISE im Jahr 2013 und Registrierung neuer Daten wurden die Werte 2015 zunächst mit 94,0 oder 100,0 km bzw. 0,06 oder 0,07 angegeben und dann 2016 korrigiert zu 72,8 km bzw. 0,10, diese Angaben beinhalten aber alle hohe Unsicherheiten.
Nach einer ersten photometrischen Beobachtungen von (83) Beatrix während einer Nacht im Jahr 1978, aus der aber keine zuverlässige Rotationsperiode abgeleitet werden konnte, fanden vom 23. bis 26. Januar 1982 am Osservatorio Astronomico di Torino in Italien neue Beobachtungen statt. Aus der unregelmäßigen und asymmetrischen Lichtkurve konnte nun eine Rotationsperiode des Asteroiden von 10,16 h h bestimmt werden. Weitere Beobachtungen wurden aber als notwendig erachtet. Am 20. Februar 1982 erfolgte eine weitere Beobachtung des Asteroiden am Kitt-Peak-Nationalobservatorium in Arizona. Die in einer Nacht aufgezeichnete Lichtkurve passte zwar zu der zuvor abgeleiteten Rotationsperiode, konnte aber nicht weiter ausgewertet werden. Eine am 20. und 22. März 1990 am Osservatorio Astronomico di Collurania-Teramo aufgezeichnete Lichtkurve passte ebenfalls zu dieser Rotationsperiode.
Umfangreiche photometrische Beobachtungen von (83) Beatrix während 30 Nächten im Zeitraum Oktober 1984 bis August 1991 an der Anderson Mesa Station des Lowell-Observatoriums in Arizona und am Charkiw-Observatorium in der Ukraine konnten in einer Untersuchung von 1994 ausgewertet werden. Dabei wurde für die Rotationsperiode ein Wert von 10,108 h gefunden, außerdem wurden die Achsenverhältnisse eines dreiachsig-ellipsoidischen Gestaltmodells und zwei alternative Lösungen für die Position der Rotationsachse mit retrograder Rotation bestimmt. Auch in einer weiteren Untersuchung von 1995 wurden aus den Lichtkurven der Jahre 1978 bis 1990 für diesen Asteroiden die Achsenverhältnisse eines dreiachsig-ellipsoidischen Gestaltmodells und zwei alternative Lösungen für die Position der Rotationsachse mit retrograder Rotation bestimmt.
Neue Beobachtungen erfolgten dann noch vom 6. bis 27. Januar 2020 am Organ Mesa Observatory in New Mexico. Dabei wurde eine Rotationsperiode von 10,111 h bestimmt. Die doppelte Periode konnte mit großer Wahrscheinlichkeit ausgeschlossen werden.
Zwischen 2012 und 2018 wurden mit der All-Sky Automated Survey for Supernovae (ASAS-SN) auch photometrische Daten von 20.000 Asteroiden aufgezeichnet. Auf mehr als 5000 davon konnte erfolgreich die Methode der konvexen Inversion angewendet werden, darunter auch (83) Beatrix, für die in einer Untersuchung von 2021 erstmals ein dreidimensionales Gestaltmodell für eine Rotationsachse mit retrograder Rotation und einer Periode von 10,1107 h berechnet wurde. Aus archivierten Daten des Asteroid Terrestrial-impact Last Alert System (ATLAS) aus dem Zeitraum 2015 bis 2018 konnte in einer Untersuchung von 2022 mit der Methode der konvexen Inversion eine Rotationsperiode von 10,111 h berechnet werden.